# Ковусов, Анна Ковусович
Анна́ Кову́сович Кову́сов (24 ноября 1920, Чикишляр, Туркменская область, Туркестанская АССР — февраль 2006) — туркменский поэт.

## Биография
Окончил Ашхабадский художественный техникум. Во время Великой Отечественной войны участвовал в боевых действиях на территории Украины, получил тяжелое ранение. В 1948—1953 годах был студентом Литературного института. В 1950 году была издана первая книга стихов поэта «Мой солнечный край» (на туркменском языке). Впоследствии издал множество поэтических сборников и печатался в таких журналах, как «Дружба народов», «Нева», «Новый мир» и др. Выпущенный в 1976 году в Киеве сборник «Материнські руки» (стихи Ковусова в переводах украинских поэтов) стал первой книгой туркменских стихов на украинском языке. Переводился также на афганский и болгарский языки. В свою очередь перевёл на туркменский язык многие произведения русской литературы, в частности «Евгения Онегина» А. С. Пушкина.
Был министром культуры и секретарём Союза писателей Туркменистана. Многие годы жил в Москве, работал консультантом по туркменской литературе в правлении Союза писателей СССР, в исполкоме Международного сообщества писательских союзов.

## Награды
- Орден Дружбы (9 марта 1996 года) — за заслуги перед государством, многолетнюю плодотворную деятельность в области культуры и искусства[6].
- Орден «Знак Почёта» (28 октября 1955 года) — за выдающиеся заслуги в развитии туркменской литературы и искусства и в связи с декадой туркменской литературы и искусства в гор. Москве[7].